# 横滨三塔

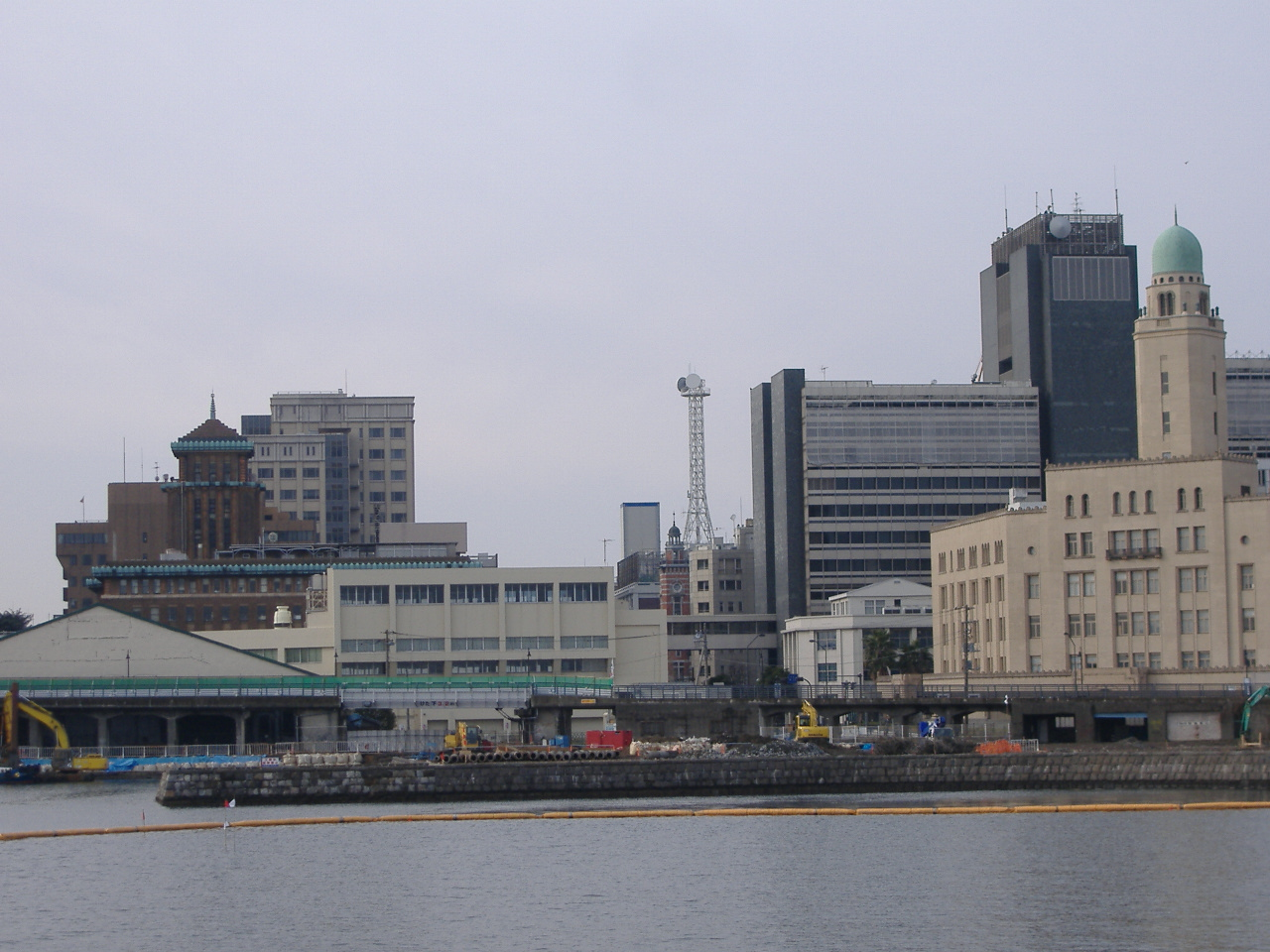
从港口看横滨三塔

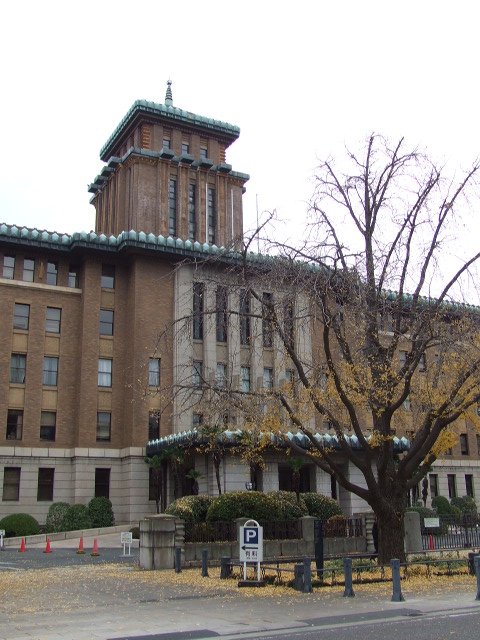
神奈川县厅本厅舍

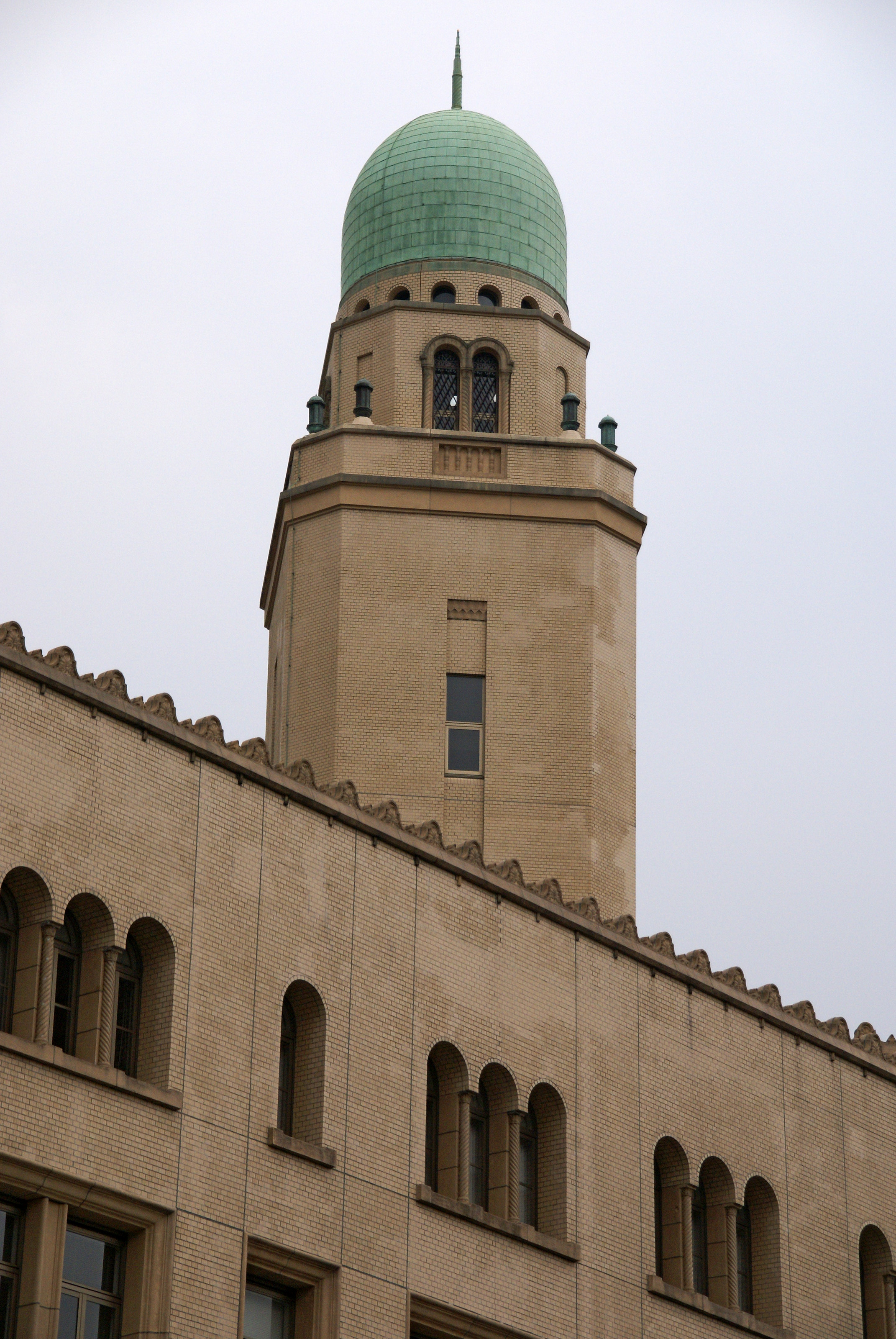
横滨税关

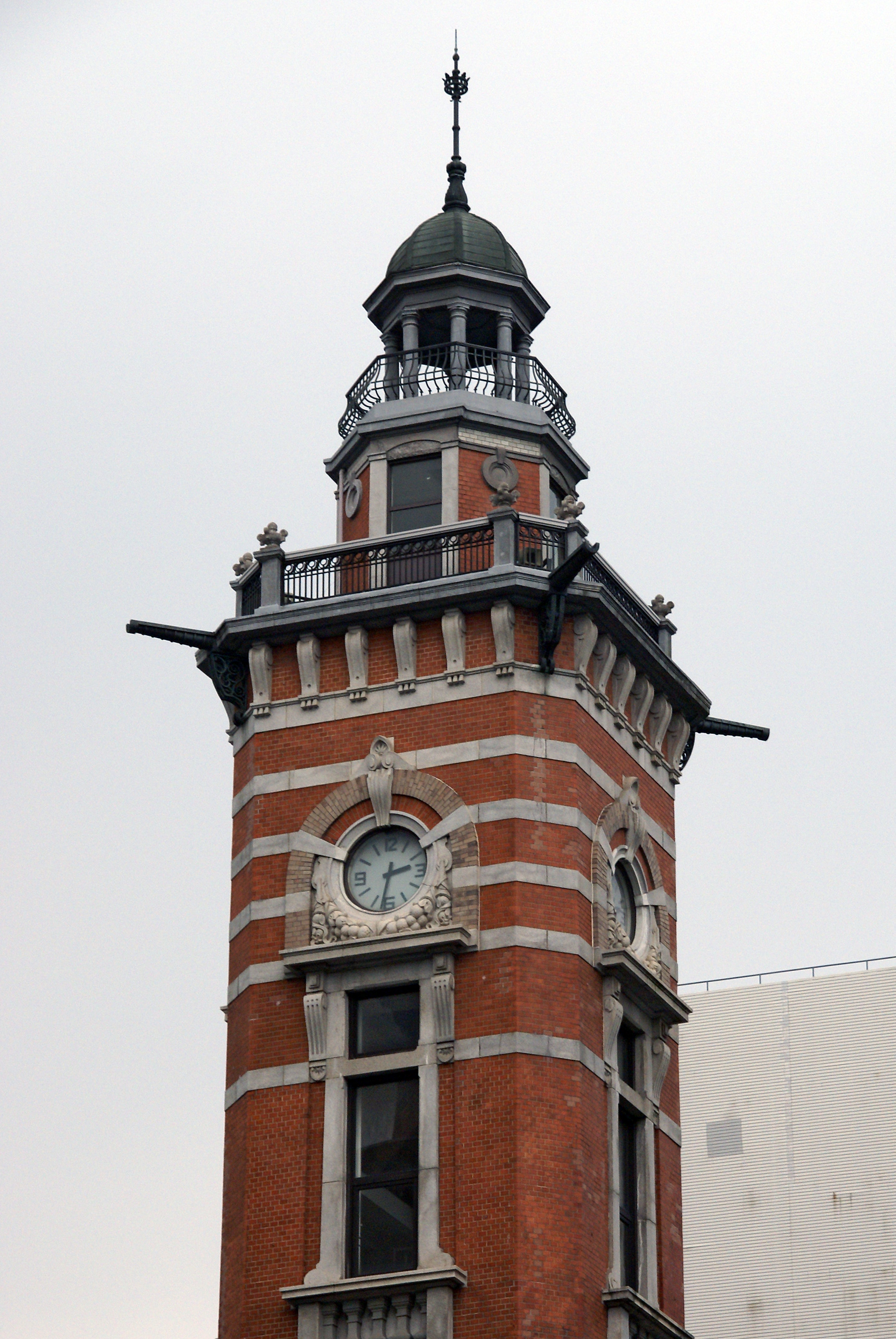
横滨市开港纪念会馆塔楼

横浜三塔是横滨市市中区关内地区三座带塔楼的地标建筑物的爱称：神奈川县厅本厅舍、横滨税关和横滨市开港纪念会馆。三座建筑均建于20世纪上半叶，多年以来作为横滨港的标志。
- 神奈川县厅本厅舍：日本大通，塔高149米，1928年完成；
- 横滨税关：海岸通，塔高151米，1934年完成；
- 横滨市开港纪念会馆：本町，塔高136米，1917年完成